# 박판석
박판석(朴判錫)은 근세조선(철종-고종)의 명고수이다. 전남 나주(羅州)에서 출생하였다. 판소리 8명창 다음에 이른바 후8명창이라 하여 박만순(朴萬順), 이날치(李捺致), 김세종(金世宗), 정창업(鄭昌業) 등이 철종·고종 때 활약했다. 이 무렵 이날치, 정창업 등 후8명창의 북을 도맡아 친 사람이 박판석이다. 명고수 한성준이 일상 말하기를 "북을 치려면 박판석 씨같이 쳐야 한다"고 찬탄하였다. 그의 판소리 정통 고법(鼓法)은 명창이며 명고수인 장판개(張判介)에게 전해졌고 명고수 김명환(金命煥)도 어려서 박판석에게 사사했다. 